# Briyit Palomino
Briyit Palomino Jara (Puno, 22 de septiembre de 1985) es una cantante peruana. Logró consolidar su carrera artística en la cumbia peruana por ser la vocalista principal de la orquesta Briyit y su Banda. Es apodada artísticamente como «la Vampiresa de la Cumbia».

## Biografía
Nació el 22 de septiembre de 1985 en Puno; bajo el nombre completo de Briyit Palomino Jara. Estudió la carrera de administración y marketing sin haberla concluida.
Comenzó su carrera artística en el año 2007 como parte de la banda musical de heavy metal peruano Lágrima Negra junto a su madre, quién se desempeñaba como cantante de rock. En los años siguientes, participó en los grupos musicales Karisma y Sociedad de Juliaca por poco tiempo.
Pero fue hasta el año 2014, cuando se integraría a la orquesta de cumbia peruana Agrupación Lérida del director musical Clíver Fidel, asumiendo el rol de vocalista, donde interpretaría el tema musical «Vuelve conmigo», logrando así alcanzar al estrellato. Permaneció en el grupo por tres años consecutivos hasta su renuncia en 2017, para emprender una faceta solista con su conjunto Briyit y su Banda, manteniéndose en el género musical de Agrupación Lérida, además de añadir al rock peruano en su repertorio y se desempeña como vocalista y figura principal del grupo. A partir de ese entonces, comienza a utilizar el apelativo de «la Vampiresa de la Cumbia» y apostó por la subcultura gótica como su sello musical, dentro de sus presentaciones en conciertos nacionales e internacionales.
En el año 2017, hizo su debut como solista, lanzando el tema musical «Corazón bandido». En ese mismo año, estrena los siguientes sencillos «Algo de mi» y «Estúpido», logrando asi una gran aceptación en la emisoras locales y tuvo unas presentaciones en las ciudades peruanas Orcopampa, Puno y Lima.
En el año 2019 fue anunciada como participante de la segunda temporada del reality show El artista del año de América Televisión, siendo finalmente eliminada de la competencia. En ese mismo año, prestó su colaboración con el cantante Marco Antonio Guerrero para el lanzamiento de la canción «Traicionero de tu amor». Viajó a México para estrenar el tema musical «Amantes».
Al año siguiente, tuvo una breve participación en el programa televisivo La máscara de Latina Televisión, donde se disfrazaría de una gata. Durante la pandemia de COVID-19, se dedicó al oficio de vendedora de panes, tras la cancelación de los conciertos en el Perú.
En el año 2022, estrena el recopilatorio «Mix Maroyu», interpretando las canciones del grupo musical boliviano Mayoru. Seguidamente, volvió a México para la elaboración de sus nuevos temas de la mano de la productora Can Producciones y realizó giras internacionales por Europa en ese año. Además, lanza el nuevo material «El conchudo», bajo el formato de joropo, sin dejar de lado a la cumbia peruana. En ese año, interpreta la canción «Se acabó la mala suerte», compuesta por Juan Carlos Fernández.
Al año siguiente, interpreta el sencillo «Aquí abajo» con el mismo formato del antecesor y la versión de «Tengo todo excepto de ti» del cantante Luis Miguel.

## Discografía

### Álbum de estudio
- 2020: Sálvame

### LPs de estudio
- 2020: «Por tu maldito amor»
- 2020: «Mix Recuerdo: Todo lo aprendí de tí»
- 2020: «Bichota (cover)»
- 2021: «Se acabó la mala suerte»
- 2021: «Tu cariño me hace falta»
- 2021: «Amantes»
- 2022: «El conchudo»
- 2022: «Loco enamorado» (ft. Milder Oré)
- 2023: «Aquí abajo»
- 2023: «Enamorada»
- 2024: «Oh, maldición»
- 2024: «Néctar de verano»

## Televisión
- El artista del año (América Televisión, 2019); participante.
- La máscara (Latina Televisión, 2020); participante invitada.